# Taxa (Odelzhausen)
Koordinaten: 48° 19′ N, 11° 13′ O

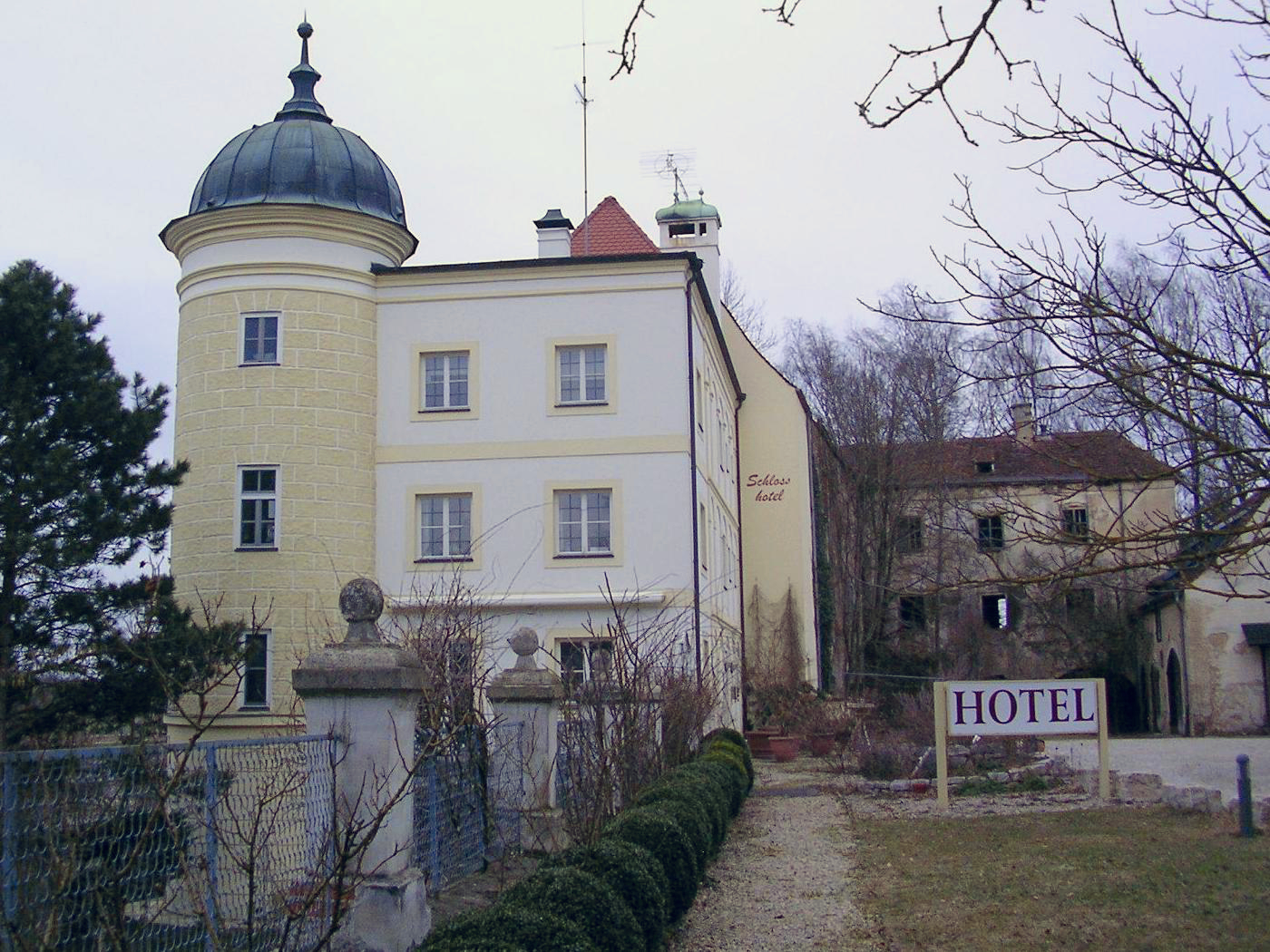
Altes Schloss Odelzhausen

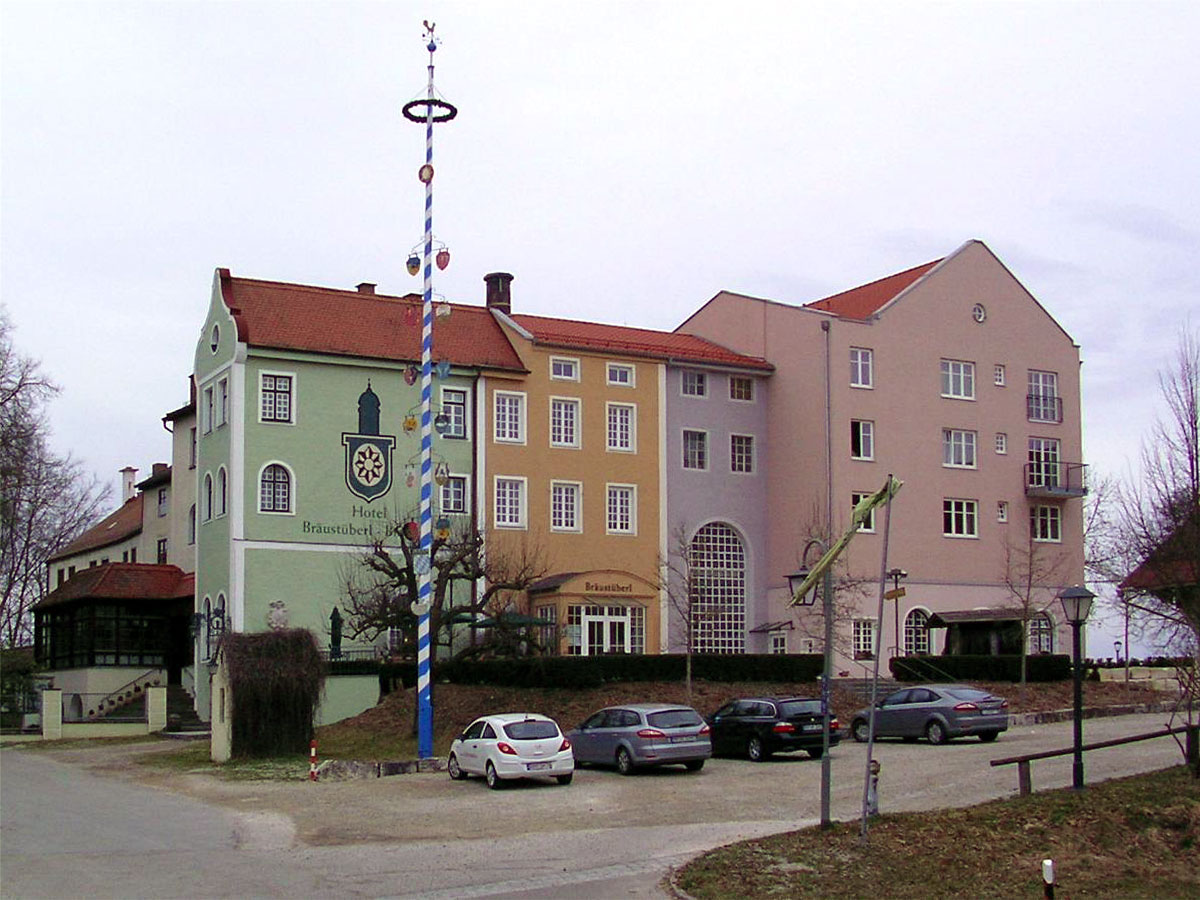
Neues Schloss Odelzhausen

Taxa ist ein Gemeindeteil der Gemeinde Odelzhausen im Landkreis Dachau (Bayern).

## Geographie
Das Dorf Taxa befindet sich etwa einen Kilometer nordöstlich von Odelzhausen an der Glonn und an der Bundesautobahn 8.

## Geschichte
Der Ort, an dem jetzt die 1848 gebaute Marien-Kapelle steht, war früher Sitz des Klosters Taxa und Ziel vieler Wallfahrer. Die Gemeinde Taxa, bestehend aus dem Kirchdorf Taxa und dem Weiler Essenbach, wurde zum 1. April 1971 nach Odelzhausen eingemeindet.

## Sehenswürdigkeiten
- Katholische Kapelle St. Maria: neuromanischer Bau von 1848; mit Ausstattung; an der Stelle des Klosters Taxa.[2]
- Altes Schloss: Vierflügelanlage, im Kern mittelalterlich, um 1720 ausgebaut und barockisiert, 1937 das Hauptgebäude im Osten weitgehend, der Nordtrakt teilweise abgebrochen, erhalten der runde, südöstliche Eckturm (1963 in den Hotelneubau einbezogen), der Süd- und Westflügel, beide dreigeschossig mit Satteldach, sowie der erdgeschossige Rest des Nordflügels
- Schlosskapelle St. Johannes: 2003/2004 vom Besitzer des Schlossguts, Hans Eser, errichtet.[3]